# Cerocala algiriae
Cerocala algiriae is een vlinder uit de familie van de spinneruilen (Erebidae). De wetenschappelijke naam van de soort is voor het eerst geldig gepubliceerd in 1876 door Oberthür.
Deze nachtvlinder komt voor in Europa.